# Aéroport international de Tirana-Mère-Teresa
Pour les articles homonymes, voir TIA.
L'aéroport international de Tirana-Mère-Teresa (en albanais : Aeroporti Ndërkombëtar i Tiranës Nënë Tereza) (code IATA : TIA • code OACI : LATI) est un aéroport domestique et international desservant la ville de Tirana, capitale et la plus peuplée des villes de l'Albanie. L'aéroport se trouve sur la commune de Rinas à 11 km au nord-ouest de Tirana et est le seul aéroport international en Albanie.
L'aéroport a pris le nom de Mère Teresa en 2001.
Depuis 2019, l'unique actionnaire de l'aéroport est la société chinoise China Everbright Limited, basée à Hong Kong. Cette opération est jugée représentative de l'influence croissante de la Chine dans les Balkans.

## Situation
| \| 20 km1:1 568 000 \| Tirana Kukës Gjirokastër Korçë Saranda Shkodër Kuçova Gjadër Vlora |
| 20 km1:1 568 000                                                                          |

## Statistiques
Le graphique qui aurait dû être présenté ici ne peut pas être affiché car il utilise l'ancienne extension Graph, désactivée pour des questions de sécurité. Des indications pour créer un nouveau graphique avec la nouvelle extension Chart sont disponibles ici.

Voir la requête brute et les sources sur Wikidata.

### Zoom sur l'impact du covid de 2019-2020
Le graphique qui aurait dû être présenté ici ne peut pas être affiché car il utilise l'ancienne extension Graph, désactivée pour des questions de sécurité. Des indications pour créer un nouveau graphique avec la nouvelle extension Chart sont disponibles ici.

Voir la requête brute et les sources sur Wikidata.

## Compagnies et destinations
| Compagnies                    | Destinations |
| ----------------------------- | --- |
| Aegean Airlines               | Athènes E.-Venizélos En saison : Héraklion-N. Kazantzákis |
| Air Albania,                  | - Bergame-Orio al Serio, - Bologne-Borgo Panigale, - Düsseldorf, - Istanbul, - Londres-Stansted, - Milan-Malpensa, - Pise-Galileo Galilei, - Rome Léonard-de-Vinci/Fiumicino, - Vérone - Villafranca En saison : Antalya, Bodrum-Milas En saison charter : Lisbonne-H. Delgado, Porto-F. Sá-Carneiro |
| Air Cairo                     | En saison charter : Charm el-Cheikh, Hurghada, Le Caire |
| Air France                    | En saison : Paris-Charles de Gaulle |
| Air Montenegro                | En saison charter : Sarajevo-Butmir |
| Air Serbia                    | Belgrade-Nikola-Tesla |
| Albawings                     | - Ancône-Falconara, - Bari-Karol Wojtyła, - Bergame-Orio al Serio, - Bologne-Borgo Panigale, - Forlì, - Gênes-Christophe-Colomb, - Milan-Malpensa, - Pérouse-Sant'Egidio, - Pise-Galileo Galilei, - Venise - Marco Polo, - Vérone - Villafranca En saison : Londres-Stansted, Rimini |
| Austrian Airlines             | Vienne-Schwechat |
| British Airways               | Londres-Heathrow |
| Buzz (Ryanair)                | En saison charter : Cracovie-Jean-Paul II, Gdańsk-L. Wałęsa, Katowice-Pyrzowice, Poznań (Posnanie)-H. Wieniawski, Wrocław-N. Copernic |
| Corendon Airlines             | En saison charter : Antalya, Bodrum-Milas |
| easyJet                       | Genève-Cointrin, Londres-Gatwick |
| Enter Air                     | En saison charter : Katowice-Pyrzowice, Poznań (Posnanie)-H. Wieniawski, Varsovie-Chopin, Wrocław-N. Copernic |
| Eurowings                     | En saison : Cologne/Bonn-K. Adenauer, Düsseldorf, Stuttgart |
| flydubai                      | Dubaï |
| flynas                        | En saison : Dammam-roi Fahd, Djeddah - Roi-Abdelaziz, Riyad-roi Khaled |
| Freebird Airlines             | En saison charter : Antalya, Bodrum-Milas |
| Gulf Air                      | En saison charter : Manama-Bahreïn |
| Iberia                        | En saison charter : Madrid-Barajas |
| Israir Airlines               | En saison : Tel Aviv - Ben Gourion |
| ITA Airways                   | Rome Léonard-de-Vinci/Fiumicino |
| Jazeera Airways               | En saison : Koweït |
| LOT Polish Airlines           | En saison : Varsovie-Chopin, Varsovie-Radom En saison charter : Katowice-Pyrzowice |
| Lufthansa                     | Francfort, Munich-F. J. Strauß |
| Norwegian Air Shuttle         | En saison : Copenhague-Kastrup, Oslo-Gardermoen |
| Pegasus Airlines              | Istanbul-S. Gökçen En saison charter : Antalya |
| Ryanair                       | - Bergame-Orio al Serio, - Bologne-Borgo Panigale, - Bucarest-H. Coandă, - Catane-Fontanarossa, - Charleroi Bruxelles-Sud, - Cracovie-Jean-Paul II, - Édimbourg, - Londres-Stansted, - Manchester, - Paris-Beauvais, - Pise-Galileo Galilei, - Prague-Václav-Havel, - Reggio de Calabre, - Rome - G. B. Pastine (Ciampino), - Stockholm-Arlanda, - Trévise-Sant'Angelo, - Varsovie-Modlin (Mazovie), - Weeze |
| Scandinavian Airlines         | En saison charter : Copenhague-Kastrup, Oslo-Gardermoen, Stockholm-Arlanda |
| SmartWings                    | En saison : Prague-Václav-Havel En saison charter : - Bratislava-M. R. Štefánik, - Brno-Tuřany, - Gdańsk-L. Wałęsa, - Katowice-Pyrzowice, - Prague-Václav-Havel, - Rzeszów, - Varsovie-Chopin, - Vilnius |
| SunExpress                    | En saison : Antalya |
| Swiss International Air Lines | Zurich |
| Transavia France              | En saison : Bordeaux-Mérignac, Paris-Orly |
| TUI fly Belgium               | Bruxelles-National |
| Wizz Air                      | - Abruzzes, - Abou Dabi, - Ancône-Falconara, - Athènes E.-Venizélos , - Bâle-Mulhouse, - Barcelone-El Prat, - Bari-Karol Wojtyła, - Bergame-Orio al Serio, - Berlin-Brandebourg, - Birmingham, - Bologne-Borgo Panigale, - Brême, - Brindisi Papola/Casale, - Budapest-Ferenc Liszt, - Bucarest-H. Coandă, - Catane-Fontanarossa, - Charleroi Bruxelles-Sud, - Cologne/Bonn-K. Adenauer, - Comiso, - Cracovie-Jean-Paul II, - Dortmund, - Édimbourg, - Eindhoven, - Gênes-Christophe-Colomb, - Francfort-Hahn, - Hambourg-H.-Schmidt, - Karlsruhe/Baden-Baden, - Lamezia Terme, - Liverpool-J.-Lennon, - Londres-Luton, - Lyon-Saint-Exupéry, - Madrid-Barajas, - Malmö, - Malte, - Memmingen, - Milan-Malpensa, - Naples-Capodichino, - Nice-Côte d'Azur, - Nuremberg-A. Dürer, - Palerme Falcone-Borsellino, - Paris-Beauvais, - Pérouse-Sant'Egidio, - Pise-Galileo Galilei, - Prague-Václav-Havel, - Rimini, - Rome Léonard-de-Vinci/Fiumicino, - Sandefjord-Torp, - Sofia-Vrajdebna, - Stockholm-Skavsta - Nyköping, - Thessalonique-Makedonía, - Trévise-Sant'Angelo, - Trieste/Frioul, - Turin S.-Pertini (Caselle), - Valence, - Varsovie-Chopin, - Vérone - Villafranca, - Vienne-Schwechat En saison : Gdańsk-L. Wałęsa, Katowice-Pyrzowice, La Canée I.-Daskaloyánnis, Poznań (Posnanie)-H. Wieniawski, Wrocław-N. Copernic |

Édité le 01/10/2022, actualisé le 13/04/2023.

## Galerie

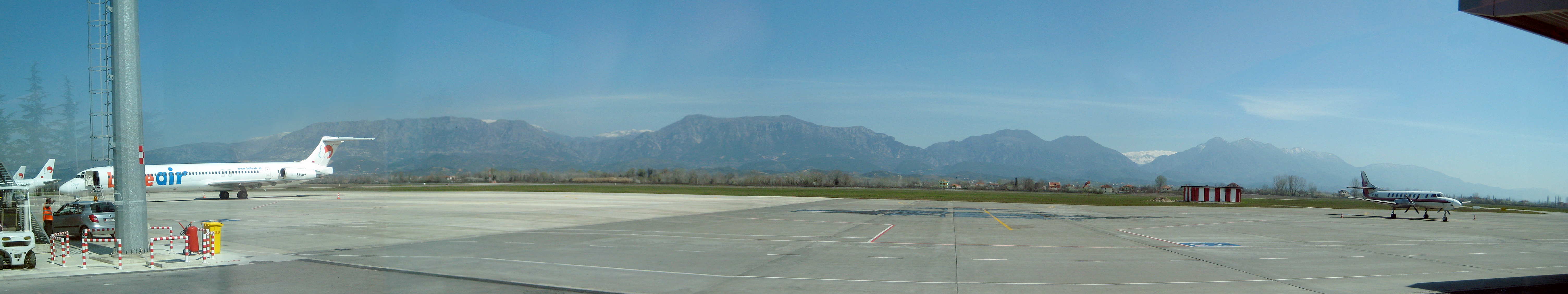
Panorama.
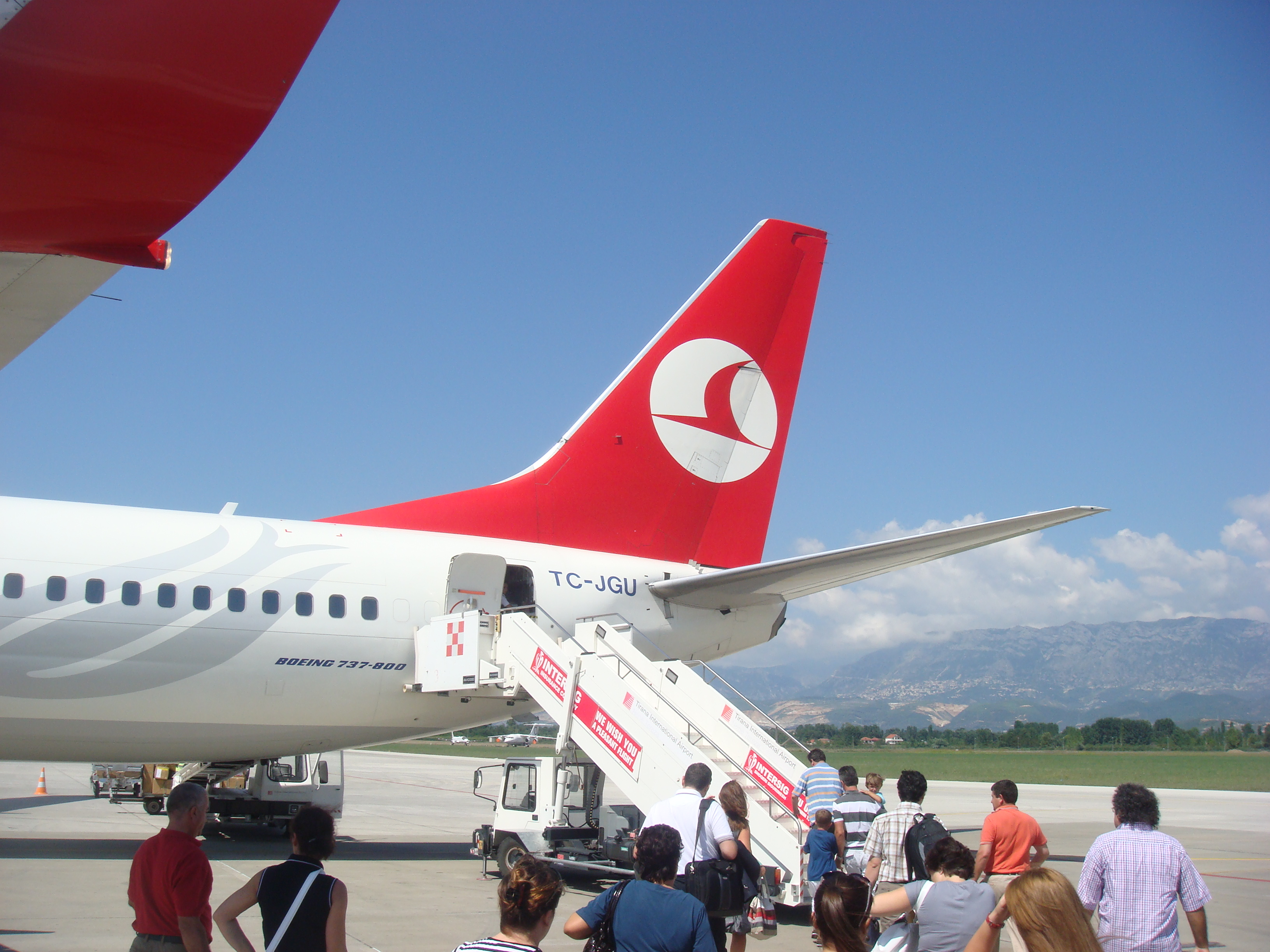
Turkish Airlines à Tirana.
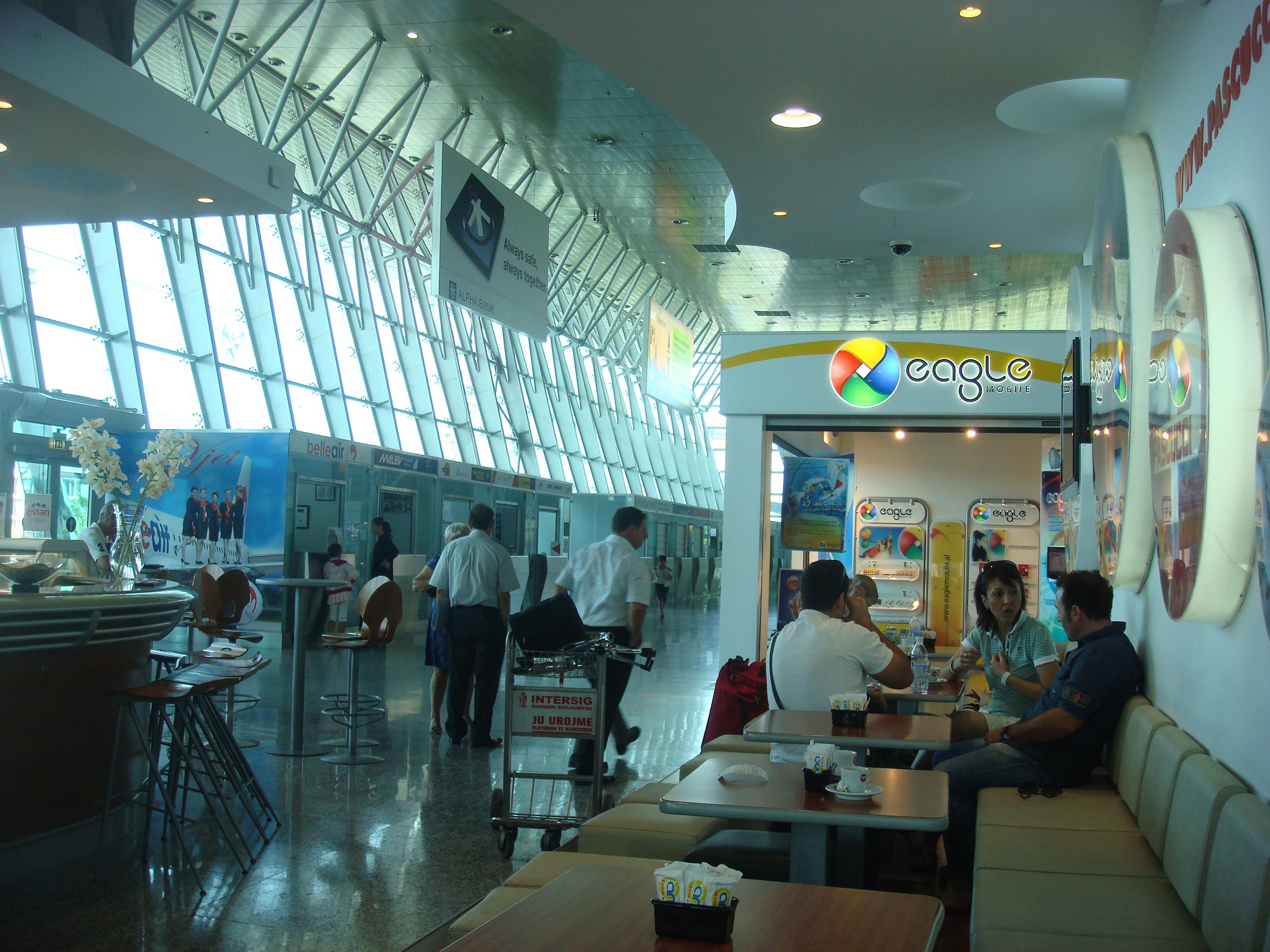
Galerie de l'aéroport.